# Eric-Jan Baas
Eric-Jan Baas (27 april 1972) is een Nederlands voormalig voetballer die bij VC Vlissingen speelde.

## Carrière
Eric-Jan Baas speelde in de jeugd van VC Vlissingen, waar hij in 1989 als jeugdspeler in het eerste elftal debuteerde. Nadat Vlissingen in 1990 de overstap naar het betaald voetbal maakte, werd hij deel van de eerste selectie. Hij speelde in totaal drie wedstrijden in de Eerste divisie. In het tweede seizoen dat Vlissingen in het betaald voetbal uitkwam, onder de naam VCV Zeeland, maakte Baas ook deel uit van de eerste selectie, maar kwam niet in actie. Na het faillissement bleef hij bij de amateurtak van de club actief, tot hij in 2000 de overstap maakte naar stadgenoot Zeeland Sport.

### Statistieken
| Seizoen                  | Club           | Land           | Competitie     | Competitie | Competitie | Beker | Beker | Totaal | Totaal |
| Seizoen                  | Club           | Land           | Competitie     | Wed.       | Dlp.       | Wed.  | Dlp.  | Wed.   | Dlp.   |
| ------------------------ | -------------- | -------------- | -------------- | ---------- | ---------- | ----- | ----- | ------ | ------ |
| 1990/91                  | VC Vlissingen  | Nederland      | Eerste divisie | 3          | 0          | 0     | 0     | 3      | 0      |
| 1991/92                  | VCV Zeeland    | Nederland      | Eerste divisie | 0          | 0          | 0     | 0     | 0      | 0      |
| Carrièretotaal           | Carrièretotaal | Carrièretotaal | Carrièretotaal | 3          | 0          | 0     | 0     | 3      | 0      |
| Bijgewerkt op 7 mei 2022 |                |                |                |            |            |       |       |        |        |